# Powiat Radzyński
Der Powiat Radzyński ist ein Powiat (Kreis) in der polnischen Woiwodschaft Lublin. Der Powiat hat eine Fläche von 965,21 km², auf der 61.000 Einwohner leben.

## Stadt und Gemeinden
Der Powiat umfasst acht Gemeinden, davon eine Stadtgemeinde, eine Stadt-und-Land-Gemeinde und sechs Landgemeinden.

### Stadtgemeinde
- Radzyń Podlaski

### Stadt-und-Land-Gemeinde
- Czemierniki

### Landgemeinden
- Borki
- Kąkolewnica
- Komarówka Podlaska
- Radzyń Podlaski
- Ulan-Majorat
- Wohyń